# 黄文辉 (1964年)

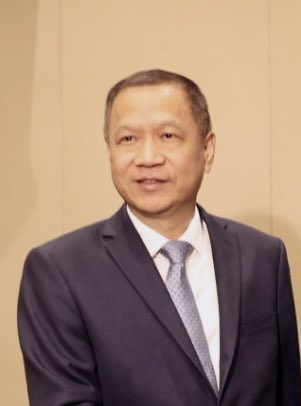
2024年時的黄文辉

黄文辉（1964年6月—），男，福建仙游人，中华人民共和国政治人物。

## 生平
黄文辉1978年10月考入清华大学热能工程系热能工程专业学习，1985年12月在华中工学院动力工程系工程热物理专业获工学硕士学位。1985年12月加入中国共产党。研究生毕业后先后在福建省节能技术服务中心、福清市工作。1998年调入厦门市，历任市科委副主任、市人民政府副秘书长、办公厅主任，厦门市委副秘书长、办公厅主任，厦门火炬高技术产业开发区党工委书记、管委会主任。2015年5月，任厦门市副市长。2016年10月起任中共厦门市委常委、秘书长。2021年1月起，任中共厦门市委常委、秘书长，厦门市人民政府党组副书记、常务副市长。2021年6月，任中共厦门市委副书记，厦门市人民政府党组书记、代理市长。2021年7月9日，补选为厦门市人民政府市长。2024年1月，当选为福建省政协副主席。